# Dalarnas runinskrifter Fv1984;250
D Fv1984;250 är en vikingatida (1000-1100) bleck av brons upphittad i Yttermo, vid riksväg 70, Leksands socken och Leksands kommun på grav- och boplatsområde med okänd total utbredning. Lämningarna framkom vid arkeologiska undersökningar inför anläggandet av ny sträcka av riksväg 70.  En del ca 220x20 m undersöktes. Skelettgravar av 5 vuxna individer och 1 barn påträffades, daterad till vikingatid. Boplatslämningen utgjordes av stolphål och spridda rester av svedjeröjning.

## Inskriften
Translitterering av runraden:
§A ku(i)a- 
§B ????
Normalisering till runsvenska:
§A ... 
§B ...
Blecken hittades i graven daterad till 1000—1100-tal, därför skulle det kunna vara det äldsta hittills kända i Dalarna. De andra blybleck med runinskrifter kända från Dalarna daterats till 1100—1200-talet. Blecken kan vara avbruten, med fem runor bevarade på framsidan §A, och  4 runliknande tecken på sidan §B.